# Cesare Degli Occhi
Cesare Degli Occhi (Senago, 12 settembre 1893 – Milano, 21 novembre 1971) è stato un avvocato e politico italiano.